# Аттіла Бартиш
Аттіла Бартиш (угор. Bartis Attila; *22 січня 1968, Тиргу-Муреш, Румунія) — угорський письменник, драматург, фотограф.

## Біографія
Народився в сім'ї літератора Ференца Бартиша. Сім'я Бартиш переїхала в Будапешт з Румунії в 1984. У 1995 Бартиш випускає свій дебютний роман, «Прогулянка» («A sétá»). Пізніше у письменника вийшли збірки оповідань «Синій серпанок» («A kéklő pára», 1998) і «Апокрифи Лазаря» («A Lazar apokrifek», 2005).
Найбільшу популярність автору приніс роман «Спокій» («A nyugalom», 2001). Це трагічна, відверта історія самоаналізу одного будапештського письменника, який тільки що поховав матір і намагається розібратися в своєму минулому. Літературна творчість допомагає герою роману в цьому. Після успіху роману Бартиш спробував себе в драматургії, написавши за мотивами «Спокою» п'єсу «Моя мати, Клеопатра» («Anyam, Kleopatra», 2002). У 2008 роман «Спокій» був екранізований режисером Робертом Альфьольді. Переклад роману на англійську мову був удостоєний премії Рочестерського університету (2009).

## Нагороди
Творчість Бартиша відзначена багатьма літературними преміями Угорщини, зокрема імені Тібора Дері (1997), Шандора Мараї (2002), Аттіли Йожефа (2005) та іншими.